# Wickerschwihr
Wickerschwihr (deutsch Wickerschweier) ist eine französische Gemeinde mit 720 Einwohnern (Stand 1. Januar 2022) im Département Haut-Rhin in der Region Grand Est (bis 2015 Elsass). Sie gehört zum Arrondissement Colmar-Ribeauvillé, zum Kanton Colmar-2.

## Geografie
Die Gemeinde Wickerschwihr liegt sieben Kilometer nordöstlich von Colmar.

## Geschichte
Das Gebiet um Wickerschwihr wurde sehr früh besiedelt. Funde aus dem heutigen Gemeindegebiet werden im Unterlinden-Museum in Colmar gezeigt. Die ältesten Gegenstände werden der Zeit um das Jahr 450 zugeordnet.
Die heute eigenständige Gemeinde entstand 1837 durch die Loslösung von der Gemeinde Holtzwihr.
Von 1871 bis zum Ende des Ersten Weltkrieges gehörte Wickerschweier als Teil des Reichslandes Elsaß-Lothringen zum Deutschen Reich und war dem Kreis Colmar im Bezirk Oberelsaß zugeordnet. 
Am 8. Juni 1940 musste die Dorfbevölkerung durch die Invasion der deutschen Truppen evakuiert werden. Die Befreiung Wickerschwihrs erfolgte am 27. Januar 1945.
| Jahr      | 1962 | 1968 | 1975 | 1982 | 1990 | 1999 | 2007 | 2017 |
| Einwohner | 194  | 211  | 306  | 395  | 691  | 610  | 747  | 732  |

## Partnerschaft
Zusammen mit den Nachbargemeinden Bischwihr, Holtzwihr und Riedwihr unterhält Wickerschwihr partnerschaftliche Beziehungen zur deutschen Gemeinde Bahlingen am Kaiserstuhl.

## Persönlichkeiten
- Michael Felix Korum (1840–1921), von 1881 bis 1921 Bischof von Trier.

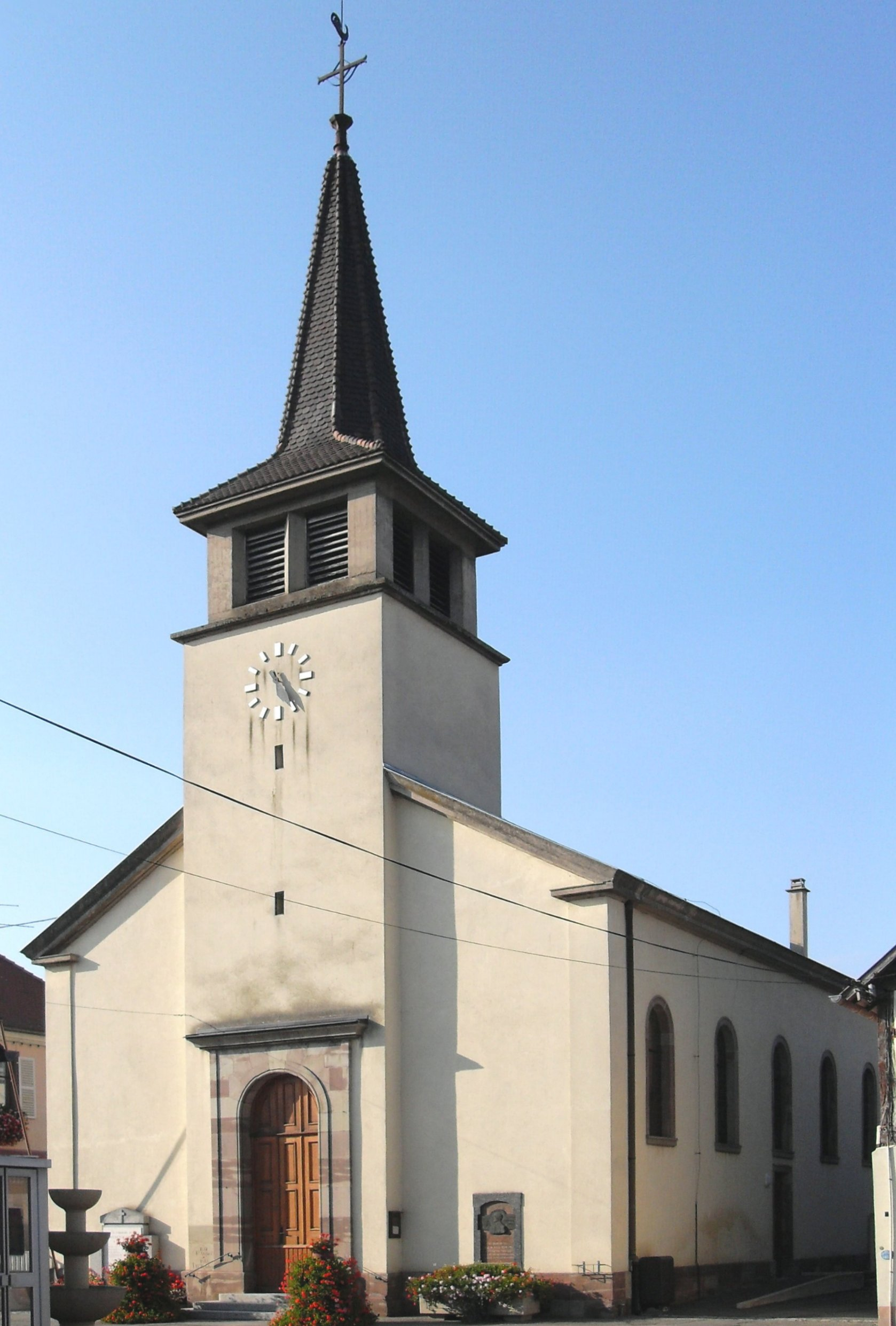
Kirche Saint-Jacques aus dem Jahr 1862
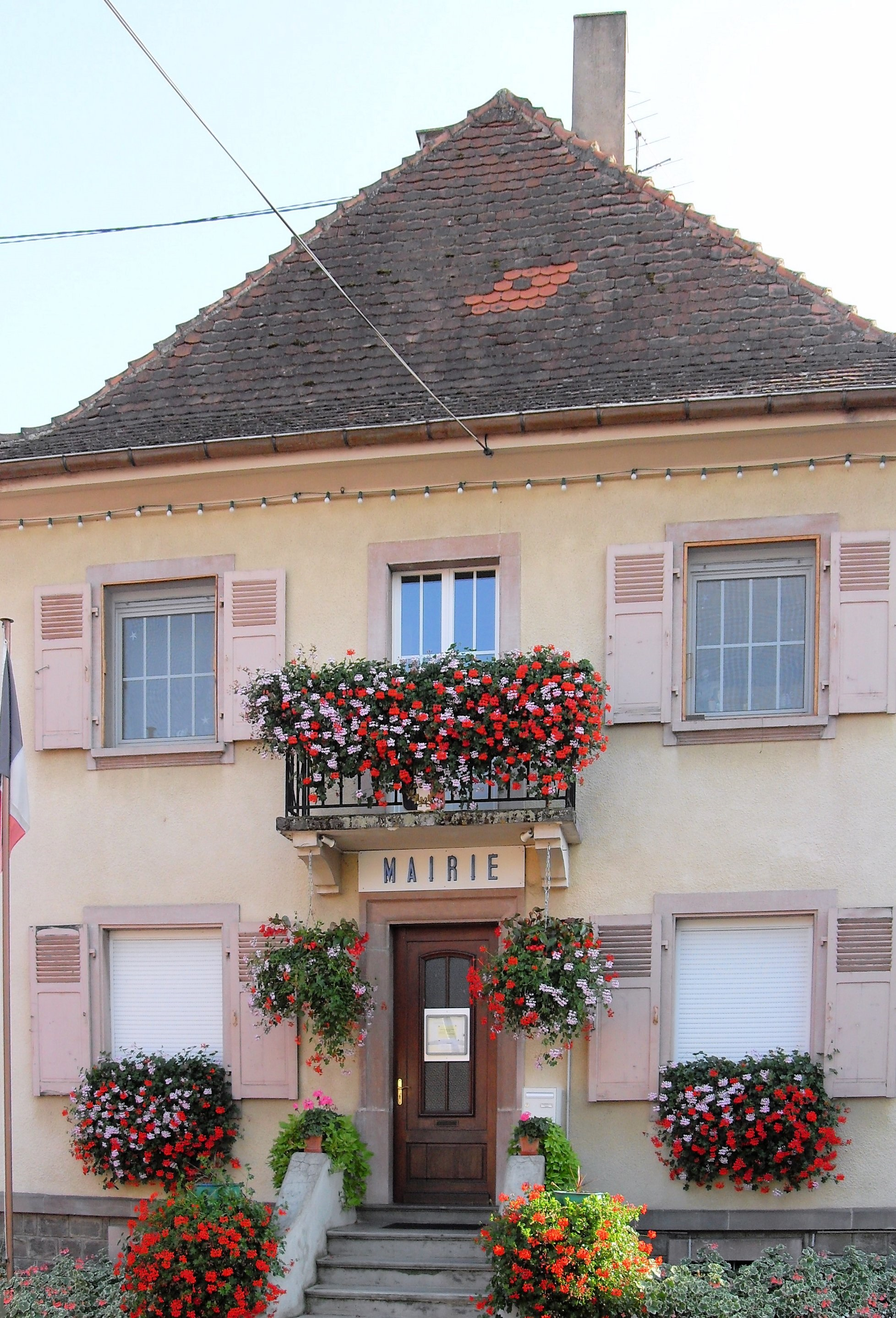
Mairie Wickerschwihr